# Матузалем
Матузале́м Франсели́но да Си́лва (порт.-браз. Matuzalém Francelino  da Silva; род. 10 июня 1980[…], Натал[…]) — бразильский футболист, полузащитник.

## Биография
Матузалем впервые заявил о себе на чемпионате мира среди игроков до 17 лет в 1997 году, где он забил 3 гола в 6 матчах, включая победный гол в финале. После 5 лет выступления за итальянские клубы в 2004 году Матузалем перешёл из «Брешии» в донецкий «Шахтёр» за 9 млн фунтов стерлингов, что стало трансферным рекордом для украинских клубов. После ухода Анатолия Тимощука в «Зенит», Матузалем стал новым капитаном «Шахтёра» и был выбран болельщиками клуба лучшим игроком года.
18 июля 2007 года испанский клуб «Реал Сарагоса» официально объявил о подписании с Матузалемом контракта. Однако представители «Шахтёра» назвали этот переход незаконным, так как между клубами не было подписано трансферного соглашения, а значит, по их мнению, Матузалем по-прежнему являлся игроком «Шахтёра». Дело Матузалема рассматривалось в международном спортивном арбитражном суде в Лозанне. Представители «Шахтёра», ожидая вердикта суда, не сомневались в том, что он будет в их пользу. Однако суд решил дело в пользу испанского клуба, и Матузалем стал играть за «Реал Сарагосу».
9 февраля 2008 года «Шахтёр» получил решение Палаты по разрешению споров ФИФА, касающееся так называемого «дела Матузалема».
В соответствии с этим решением палаты по разрешению споров ФИФА:
1. Матузалем обязан выплатить сумму 6,8 млн евро в пользу ФК «Шахтёр» в течение 30 дней после получения этого решения.
2. В случае если вышеозначенная сумма не будет выплачена в указанный период, будет применена пеня за просрочку платежа в размере 5 % годовых.
3. Клуб «Реал Сарагоса» является солидарно ответственным за уплату вышеуказанной суммы.
4. …решение может быть обжаловано в Спортивном арбитражном суде города Лозанна в течение 21 дня после получения данного решения.[источник не указан 5386 дней]

В июле 2008 года, после неудачного сезона в «Сарагосе», завершившегося вылетом клуба из Примеры, Матузалем на правах аренды перешёл в «Лацио». По условиям сделки «Лацио» мог выкупить контракт футболиста за пять миллионов фунтов.
В мае 2009 спортивный арбитражный суд Лозанны вынес решение по «делу Матузалема». Согласно вердикту, Матузалем, 5 июля 2007 года в одностороннем порядке разорвавший контракт с «Шахтёром» и подписавший новое соглашение с «Сарагосой», обязан выплатить донецкому клубу компенсацию в размере 11 858 934 евро плюс 5 % годовых за каждый год, начиная с 5 июля и по сей день.
Суд постановил: ответственность за компенсацию ущерба, нанесенного ФК «Шахтер», определить солидарной между Франселино Матузалемом и «Сарагосой». То есть ту часть суммы, которую не заплатит футболист, должен компенсировать футбольный клуб «Сарагоса».
3 июня 2010 года в офис ФК «Шахтёр» поступило уведомление о решении Федерального трибунала Швейцарии, в котором говорится, что исковые требования Матузалема и футбольного клуба «Сарагоса» полностью отклонены. То есть ответчики (ФК «Сарагоса» и Ф. Матузалем) обязаны выплатить футбольному клубу «Шахтер» более 13,5 миллионов евро, включая сумму долга и пеню за просрочку платежа.
Кроме того, Федеральный трибунал Швейцарии возложил все судебные издержки по рассмотрению апелляции на Матузалема и ФК «Сарагоса». Мотивы, которыми руководствовался Трибунал, будут доведены до сторон позже.
3 января 2013 года игрок перешёл в «Дженоа» на правах аренды до конца сезона 2012/13. 6 января дебютировал за генуэзцев в домашнем матче против «Болоньи».
4 июля 2014 года Матузалем перешёл в «Болонью». Контракт был подписан до конца сезона 2014/15.
18 сентября 2015 года Матузалем стал игроком «Вероны». Контракт был подписан на год. 8 января 2016 года официальный сайт клуба объявил о расторжении контракта с игроком.
В декабре 2016 года Матузалем стал игроком клуба выступающего в итальянской Серии D (4-й дивизион) Монтероси.

## Достижения
Командные
«Витория»
- Чемпион штата Баия: 1999
- Обладатель Кубка Северо-Востока: 1999

«Шахтёр»
- Чемпион Украины (2): 2004/05, 2005/06

«Лацио»
- Обладатель Кубка Италии: 2008/09
- Обладатель Суперкубка Италии: 2009

Юношеская сборная Бразилии
- Чемпион мира среди юношеских команд (до 17 лет): 1997

Личные
- Лучший игрок чемпионата Украины 2006/07